# 원주이씨 단양종중 소장 유물
원주이씨 단양종중 소장 유물(原州李氏 丹陽宗中 所藏 遺物)은 충청북도 단양군 매포읍 평동리에 있다. 2016년 11월 4일 충청북도의 유형문화재 제366호로 지정되었다.

## 지정 사유
원주이씨 단양종중 소장유물 31점은 초상화, 2건, 묘산도 1건, 교지 2건, 서목 3건, 소지 18건, 성책 2건 등의 다양한 자료로 상호 연관성이 인정된다. 유물이 지니고 있는 일련의 내용을 통해 18~19세기 단양 지역의 사족 사회상을 알게 해준다.
초상화는 이만춘(1675~1747)을 그린 전신상과 반신상으로 1746년에 정태명이라는 화가가 이만춘의 72세일 때의 모습을 그렸다고 기록되어 있다. 묘산도 역시 정태명이 그린 것으로 회화신 산도가 전국적으로 제작되었음을 말해주는 자료이다. 과거를 통한 입사가 거의 불가능한 현실에서 효행을 거듭 상주하여 명정과 증직에 이르는 과정을 이해할 수 있다.

## 참고 자료
- 원주이씨 단양종중 소장 유물 - 국가유산청 국가유산포털